# Aneilema aequinoctiale
Aneilema aequinoctiale là một loài thực vật có hoa trong họ Commelinaceae. Loài này được (P.Beauv.) Loudon mô tả khoa học đầu tiên năm 1830.